# Boyer (Loira)
 Boyer  es una población y comuna francesa, situada en la región de Auvernia-Ródano-Alpes, departamento de Loira, en el distrito de Roanne y cantón de Charlieu.

## Demografía
| 123 | 140 | 126 | 134 | 126 | 158 |
| Para los censos de 1962 a 1999 la población legal corresponde a la población sin duplicidades (Fuente: INSEE [Consultar]) |     |     |     |     |     |